# Jan Linowski
Jan Antoni Linowski herbu Pomian (ur. w 1736, zm. 17 czerwca 1801 w Zdanowicach) – podstoli wschowski, członek Stronnictwa Patriotycznego, ziemianin. 

## Życiorys
Jan Antoni Linowski urodził się w 1736, prawdopodobnie w Szreniawie. Był podstolim Wschowa oraz dziedzicem Broniszowa, które sprzedał w 1800. W 1772 wydzierżawił duże dobra Opactwa Cystersów w Jędrzejowie z siedzibą w Zdanowicach. Po upadku Powstania kościuszkowskiego, zaraz przed szturmem na Pragę, zostały tam przewiezione dekoracje, kostiumy oraz biblioteka i inne akcesoria Teatru Narodowego w Warszawie. Wysłał je tam Wojciech Bogusławski, ówczesny dyrektor Teatru Narodowego, dla którego Jan Linowski był stryjem. Po roku, wszystkie te materiały zostały przekazane przez Linowskiego do Lwowa. 
W czasie Rewolucji francuskiej Jan Linowski przebywał w Paryżu, gdzie był łącznikiem między postępową partią posłów na Sejm Czteroletni, a Konwentem Paryskim. 

## Rodzina
Jan Antoni Linowski był synem Stanisława, pułkownika wojska koronnego, podstolego wschowskiego, skarbnika poznańskiego oraz Zofii z Miruckich h. Poraj. Poślubił Franciszkę Kiełczewską h. Pomian, córkę Jana, chorążego kowalskiego oraz Balbiny z Turskich h. Rogala, stolnikówny sieradzkiej. Po przedwczesnej śmierci żony, ożenił się po raz drugi z Magdaleną Slaską herbu Grzymała (1763-1826), córką Adama (1722-1773), pułkownika wojsk koronnych i Anny Ludwiki z Colonna-Walewskich herbu Kolumna (1728-1832). Była siostrą generała majora ziemiańskiego Jana Feliksa Slaskiego, twórcy oddziałów kosynierów podczas Insurekcji kościuszkowskiej. Z nią Jan Linowski miał siedmioro dzieci:
- Ludwikę, która wyszła za Izydora Szafraniec-Bystrzanowskiego h. Starykoń;
- Wincentego, adiutanta księcia Józefa Poniatowskiego, który poślubił Domicelę Dembińską h. Rawicz;
- Stanisława, który poślubił Regine Brzezińską;
- Felicjannę, która wyszła za Piotra Borsza-Drzewieckiego h. Nałęcz;
- Kacpra, oficera wojsk ks. Warszawskiego, ożenionego z Justyną Zielińską h. Prus;
- Anielę;
- Adama, kapitana krakusów w Powstaniu listopadowym, ożenionego z Kamilą Czaplicką h. Lubicz.